# V.C. Andrews
V.C. Andrews, właśc. Virginia Cleo Andrews (ur. 6 czerwca 1923 w Portsmouth, zm. 19 grudnia 1986 w Virginia Beach) – amerykańska pisarka bestsellerowych sag rodzinnych.

## Życiorys
Urodziła się jako Virginia Cleo Andrews w Portsmouth (Wirginia), córka Williama Henry'ego Andrewsa, emerytowanego żołnierza, który był właścicielem firmy produkującej narzędzia i matrycę oraz Lillian Lilnora Parker, operatorki telefonicznej. Niewiele wiadomo o jej życiu osobistym i starała się utrzymać swój dokładny wiek w tajemnicy. Andrews spędziła dzieciństwo w Portsmouth, a później w Rochester w stanie Nowy Jork. Była utalentowaną artystką od najmłodszych lat i zachęcano ją do rozwijania swych umiejętności. Andrews również wyrażała wielką chęć do działania. Według własnego uznania żyła życiem wyobraźni, dużo czytając (ulubieńcami dzieciństwa byli Alexander Dumas i Edgar Allan Poe). Jej marzenie o karierze na scenie skończyło się, gdy była nastolatką, kiedy uszkodziła sobie biodro podczas upadku ze schodów. Zapalenie stawów wynikło z urazu, a po nieudanej próbie skorygowania jej stanu za pomocą operacji potrzebowała w dużej mierze korzystać z wózka inwalidzkiego.

## Twórczość
W jej powieściach powracają motywy zakazanej miłości (często pomiędzy kuzynami) oraz skrywanych przez lata sekretów rodzinnych. Najsłynniejszą powieścią V.C. Andrews są Kwiaty na poddaszu, opowiadające historię czwórki rodzeństwa umieszczonych przez religijną i okrutną babkę na poddaszu, którego nie wolno im opuszczać.
V.C. Andrews napisała ponad 20 bestsellerowych serii, osiągnęły one łączny nakład ponad 100 milionów egzemplarzy i zostały przetłumaczone na 22 języki (m.in. na czeski, francuski, włoski, niemiecki, hiszpański, japoński, koreański, turecki, grecki, fiński, węgierski, portugalski, litewski, hebrajski). Olbrzymia popularność pisarki sprawiła, że po jej śmierci spadkobiercy zatrudnili pisarza, Andrew Neidermana, by ukończył niezamknięte  przez autorkę serie.

## Cykle powieściowe

### Seria o rodzinie Dollangangerów
- Kwiaty na poddaszu (1993, w Polsce 2012)
- Płatki na wietrze (1993, 2012)
- A jeśli ciernie (1996, 2012)
- Kto wiatr sieje  (1996, 2013)
- Ogród cieni (1995, 2013)

### Pamiętnik Christophera
Trylogia opowiadająca o wydarzeniach serii z punktu widzenia brata głównej bohaterki. Seria została w pełni napisana przez Andrew Neidermanna.
- Tajemnica Foxworth Hall (2014, listopad 2015)
- Duchy Dollangangerów (2015, 2016)
- Tajemniczy brat (2015, 2016)

### Seria o rodzinie Casteel
- Rodzina Casteel (Prószyński i S-ka, 2013)
- Mroczny anioł (Prószyński i S-ka, 2014)
- Upadłe serca (Prószyński i S-ka, 2014)
- Bramy raju (Prószyński i S-ka, 2015)[2]
- W matni marzeń (Prószyński i S-ka, 2015)

### Seria o rodzinie Landry
- Ruby (1996)
- Perła we mgle (1997)
- Cały ten blichtr (1997)

### Seria o rodzinie Cutler
- W rękach losu (1994)
- Sekrety poranka (1996)
- Dziecko grzechu (1997)
- Nocne szepty (1998)
- Czarna godzina (1998)

### Seria o rodzinie Hudson
- Na imię mi Rain (2001)
- Uderzenie gromu (2001)
- W oku cyklonu (2001)
- W blasku tęczy (2001)

### Seria o rodzinie Logan
- Melody (1998)

### Poza seriami
- Moja słodka Audrina (1995)